# Eduardo Siqueira Campos
José Eduardo Siqueira Campos (Campinas, 4 de marzo de 1959) es un empresario, educador y político brasileño que representó a Tocantins en el Congreso Nacional, y fue alcalde de Palmas, capital del respectivo estado.

## Biografía

### Trayectoria política
Hijo de Aureni Siqueira Campos y José Wilson Siqueira Campos. Graduado en pedagogía en el Centro Unificado de Enseñanza de Brasilia en 1985, siguió la trayectoria de su padre en favor de la creación de Tocantins por la nueva Constitución. Debido al éxito de la propuesta, su padre fue elegido gobernador y Eduardo Siqueira Campos fue elegido diputado federal por el nuevo estado vía PDC en 1988, siendo reelegido en 1990. Durante su mandato votó a favor del juicio político de Fernando Collor en 1992, el mismo año en que fue elegido alcalde de Palmas. Durante su mandato, estuvo afiliado en PPR y PPB antes de acompañar a su padre en el PFL.
En 1998 su padre dimitió como gobernador para presentarse a la reelección, una acción que pudo realizar mientras estuviera en el cargo. Esta maniobra se llevó a cabo para permitir la candidatura de Eduardo Siqueira Campos a senador, algo prohibido por la Constitución si su padre estaba a cargo del Palácio Araguaia y como el ejecutivo del Estado fue entregado a Raimundo Boi, Siqueira Campos podría ser devuelto al poder y su hijo aseguró un mandato de senador. Candidato a la reelección vía PSDB en 2006, fue derrotado por la candidata del PFL Kátia Abreu.
Tras dejar el Senado Federal, asumió la presidencia de las filiales de la Rede Record en Tocantins (TV Jovem Palmas, TV Jovem Araguaína y TV Jovem Gurupi), alejándose durante algún tiempo de las actividades partidistas y político-electorales. Como emprendedor lideró la reformulación corporativa del grupo de comunicación, que consolidó el liderazgo de la emisora Jovem Palmas FM y asumió la vicedirección de las demás televisoras bajo su gestión en las tres ciudades más importantes del estado.
Durante el cuarto mandato de su padre como gobernador de Tocantins, fue secretario de planificación y luego secretario de Relaciones Institucionales, cargos a los que renunció para ser elegido diputado estatal a través del PTB en 2014 y reelegido por la DEM en 2018.

### Investigaciones
Fue uno de los objetivos de la 12.ª fase de la Operación Acrónimo, llevado a testificar de forma coercitiva en noviembre de 2016, tras ser mencionado en la declaración de Benedito Oliveira, quien aseguró que había pagado sobornos a los políticos en 2012, cuando su padre, José Wilson Siqueira Campos, era gobernador de Tocantins.
En febrero de 2017 se inició la 3.ª fase del Operativo Ápia, tras el descubrimiento de un nuevo núcleo criminal, que, según investigaciones del Ministerio Público Federal y la Policía Federal, estaba vinculado al diputado Siqueira Campos. El diputado era el presunto beneficiario de un esquema de corrupción en la Agencia de Maquinaria y Transporte (Agetrans).